# اردشیر دوم کوشانشاه

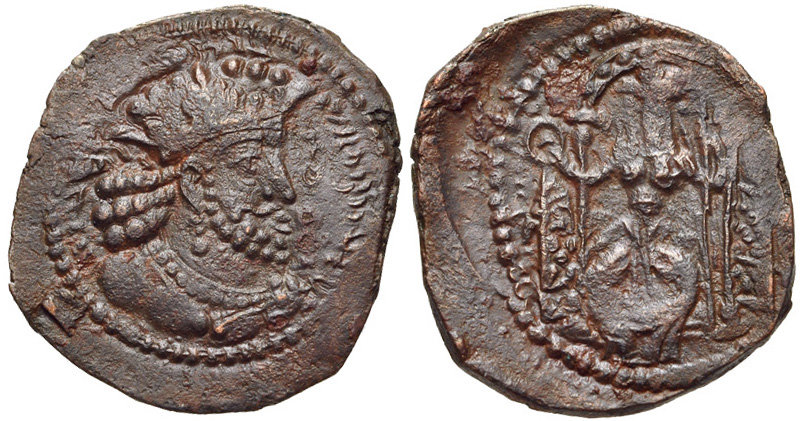
سکه اردشیر دوم کوشانی

اردشیر دوم کوشانشاه (؟-۲۴۶) دومین شاهزاده ساسانی بود که با عنوان کوشانشاه بر کوشانشهر حکومت کرد. او نیز به مانند اردشیر یکم کوشانشاه، بر بلخ، سغد و گنداره فرمان راند.
از او سکه‌هایی با عنوان کوشانشاه پیدا شده‌است.